# Nucet

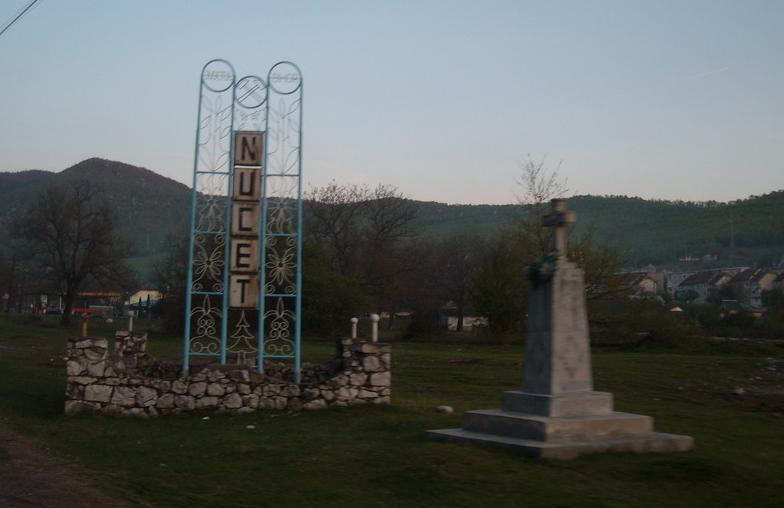
Entrada Nucet.

Nucet (en húngaro: Diófás) es una ciudad que pertenece al condado de Bihor, del oeste de Transilvania (Rumania). Su nombre significa «nogales». 

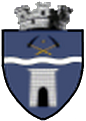
Escudo de la ciudad.

## Administración territorial
En su administración entran otros dos pueblos, Baita (atestado documentalmente en el año 1585) y Baita Plai y también la pista de esquí Virtop Arieseni (altitud 950 m). 
Cuenta con una población de 2.243 personas (según censo de 2012) y una superficie de 41.11 km². 

## Geografía

### Relieve
Por lo que respecta al relieve, al norte se distinguen los relieves montañosos pertenecientes a las sierras carpaticas (Muntii Bihorului - alt. 1.848 m) y que enlazan con la valle en donde está situado Nucet.
El relieve montañoso de la zona saca en evidencia una altitud de aprox. 400 m snm., con hermosos paisajes naturales.
Por su término municipal atraviesa el río Valea Baitei.

### Clima
El clima es templado continental húmedo, con cuatro estaciones bien definidas: un verano relativamente caliente, un otoño con temperaturas gradualmente más bajas con el paso de los días, un invierno frío, y una primavera, con temperaturas gradualmente más altas con el paso de los días (temperaturas extremas: -25 °C y +36 °C). 

## Localidades limítrofes
Finate, Virtop. 
Nucet se comunica con las localidades limítrofes a través de la carretera DN - 75; a solo 10 km pasa la carretera DN-76 (E -79) y que se comunica con Oradea (90 km - capital de condado).

## Historia
Nucet ciudad tiene una historia reciente, siendo fundado y construido en su totalidad después del final de la Segunda Guerra Mundial. El interés para edificar esta localidad fue dada por los ricos yacimientos de uranio de la zona, que fueron explotados por el ejército soviético, ejército de ocupación en la Rumania posguerra.
Fue declarada ciudad el 2 de febrero de 1956.

## Administración política
| Mandato     | Nombre de alcalde   | Partido político |
| ----------- | ------------------- | ---------------- |
| 1990 - 1994 | Tomita Lungar       | FSN/PSD          |
| 1994 - 1998 | Tomita Lungar       | PNL              |
| 1998 - 2002 | Costel-Nelu Sirghie | PSD              |
| 1998 -      | Costel-Nelu Sirghie | PDL              |

## Demografía
La población, que en 1952 era de casi 20.000 vecinos, había pasado a ser en 2012 de 2. 243 debido a la crisis en la industria minera. 
Por etnias, está compuesta de: rumanos (89,57%), húngaros (3,44%), gitanos (3,77%) y alemanes (0,27%).

## Economía
Siempre fue muy significativa la minería (uranio, molibdeno, bismuto, cobre, oro, etc.) pero actualmente no goza del papel preponderante de antaño, habiendo reducido drásticamente su explotación.
Actualmente se llevan a cabo pequeñas actividades ganaderas y agrícolas, así como también algunas actividades de los sectores productivos secundarios (predomina la industria manufacturera de madera) y terciarios (servicios). 
El turismo ha adquirido una alta importancia en los últimos años.

## Educación
Preescolar y educación primaria (hasta 14 años).

## Objetivos turísticos
- Pista esquí de Virtop Arieseni.

- Reserva natural Groapa Ruginoasa.

- La cueva de los Osos (Pestera Ursilor).

- La cueva Scarisoara (Pestera Scarisoara).

## Personalidades
- Ion Davideanu - poeta (miembro Unión de Escritores de Rumania).

## Huso horario
UTC +2:00 (Europa/Bucarest).
- Datos: Q906711
- Multimedia: Nucet / Q906711